# Coudée astronomique
La coudée astronomique (akkadien ammatu, grac πῆχυς pēchys) est une ancienne division du cercle équivalant à un arc de 2 degrés, soit le 1/180ème du cercle,. Cette unité était divisée en 24 doigts.
Probablement d’invention chaldéenne, elle est employée particulièrement par l'inventeur de la trigonométrie, Hipparque, et au moyen-âge par des Arabes et des Européens, dont Marco Polo pour évaluer la position de l'étoile polaire quand il a repassé la ligne de l'équateur vers le nord.

## Sources
- Strabon, Géographie : Traduite du grec en français par Gabriel la Porte du Theil, avec notes de Pascal-François-Joseph Gossellin, t. 1, Paris, Imprimerie impériale, 1805 (lire en ligne).
- Edme François Jomard, Mémoire sur le système métrique des anciens Égyptiens contenant des recherches sur leurs connaissances géométriques et sur les mesures des autres peuples de l'antiquité, Paris, Imprimerie royale, 1817, pp. 10, 11 et 180 (en ligne).
- Antoine Jean Letronne, Mémoire sur une table horaire, qui se trouve dans le temple Égyptien de Taphis, en Nubie, extrait des Annales des voyages, de la géographie et de l'histoire éditées par MM. Eyriès et Malte-Brun, 1820, p. 24 (en ligne).

- Paul Tannery, La coudée astronomique et les anciennes divisions du cercle, Paris, Presses Universitaires de France, 1886 (lire en ligne).
- Germaine Aujac, Le ciel des fixes et ses représentations en Grèce ancienne, Revue d'histoire des sciences, vol. 29, oct. 1976, pp. 201 (en ligne).